# Santo Pecora
Santo Joseph Pecoraro, beter bekend als Santo "Pec" Pecora (New Orleans, 21 maart 1902 - aldaar, 29 mei 1984) was een Amerikaanse jazz-trombonist die vooral actief was in de jazzscene van New Orleans.
Pecora veranderde zijn naam, omdat een neef, een drummer, dezelfde naam had. De twee speelden overigens af en toe samen. Pecora speelde aanvankelijk hoorn, maar stapte in zijn tienerjaren over op de trombone. Hij werkte in orkesten die stomme films begeleidden en in de bands van Johnny De Droit en Leon Roppolo. In het begin van de jaren twintig toerde hij met zangeres Bee Palmer, daarna werd hij lid van de New Orleans Rhythm Kings (1924-1925). Later dat decennium verhuisde hij naar Chicago, waar hij in jazzbands en in theaters speelde. In de jaren dertig was hij actief als sideman in enkele bigbands, waaronder de groep van Ben Pollack.  Hij toerde met Sharkey Bonano en speelde met Wingy Manone in Californië. In de jaren veertig trad hij op in enkele Hollywood-films, daarna keerde hij terug naar New Orleans, waar hij zelf bandleider was, werkte met Bonano (1951) en speelde op rivierschepen en in nachtclubs. Hij was actief tot in de jaren zestig.
Pecora is te horen op opnames van onder meer Irving Fazola en Pete Fountain (1956). Zijn bekendste composities zijn "She's Crying For Me" en "I Never Knew What a Gal Could Do".

## Discografie (selectie)
- Santo Pecora, Southland, 1955